# Dubienko
Dubienko (ukr. Дубенка) – wieś na Ukrainie w obwodzie tarnopolskim, w rejonie czortkowskim.
Do 2020 w rejonie monasterzyskim.
Wieś założona w 1698 r.
W II Rzeczypospolitej miejscowość należała do gminy Monasterzyska w powiecie buczackim, w województwie tarnopolskim. Wzniesiono tu kościół filialny, podlegający parafii w Monasterzyskach. W 1939 r. wieś liczyła ok. 1300 mieszkańców, z których 65% było Polakami.
Po ekspatriacji Polaków w 1945 r. kościół został zamieniony na magazyn. W 1993 r. przejęli go grekokatolicy i przebudowali na cerkiew pw. Świętych Piotra i Pawła.